# Playa El Espino
Playa El Espino es una playa de más de 10 kilómetros de longitud, ubicada en el distrito de Jucuarán, municipio de Usulután Este, departamento de Usulután, El Salvador. 

## Ubicación
Se encuentra ubicada en el departamento de Usulután, a 156 kilómetros de San Salvador y 38 de San Miguel. Limita al norte con la sierra de Jucuarán, al este con la bocana de La Arenera, al oeste con el estero de La Chepona y la isla San Sebastián, y al sur con el Océano Pacífico. La Playa El Espino forma parte de la Bahía de Jiquilísco, donde también se ubican el Puerto Parada, Puerto El Triunfo.

## Historia
En 1936, la municipalidad de Jucuarán hizo una solicitud al gobierno del dictador Maximiliano Hernández Martínez para que se le autorice establecer una plaza pública que sirva de alojamiento para los veraneantes que llegaban a la playa El Espino de la Isla del Arco durante las temporadas entre febrero y abril, usando para ello los impuestos de la tarifa de arbitrios municipal. En el 21 de diciembre de ese año, el gobierno acordó acceder a la solicitud del municipio, permitiendo el establecimiento de la plaza pública, respetando los cercos que separaban las propiedades ya existentes en la isla y restringiéndolos al uso de la calle que cruza la isla desde el estero hasta el mar en una anchura de 12 metros y de las diez varas sobre la más alta marea.

## Características
Se caracteriza por su ancha playa con extensa planicie, arena blanca y variadas mareas. Para esta zona de la playa predomina el clima cálido todo el año. Los vientos son variables, condicionado por factores locales muy relacionados con la orografía. El viento en el mar tiene velocidades entre 1.9 y 5.9 m/s, por lo que es capaz de generar oleaje de altura entre 0.1 y 1.3 m. Se caracteriza oceanográficamente al régimen hidrodinámico, debido a la dirección y sentido del oleaje y las corrientes de agua
1- Se caracteriza por ser una playa muy visitada por los salvadoreños a si de igual manera por los turista.
2-Es una de las mejores playas que hay en El Salvador
3- Se pueden hacer paseos en lancha a las islas cercanas   
4- Es una de las mejores playas para que puedas vacacionar    
5- Se puede decir que es una muy buena opción para las vacaciones y distraerte de mucho estrés.